# Карагай (Северо-Казахстанская область)
Карагай (каз. Қарағай) — село в Есильском районе Северо-Казахстанской области Казахстана. Входит в состав Булакского сельского округа. Код КАТО — 594239300.

## Население
В 1999 году население села составляло 313 человек (167 мужчин и 146 женщин). По данным переписи 2009 года, в селе проживало 231 человек (122 мужчины и 109 женщин).